# Pierre Ducrozet
Pierre Ducrozet, né en 1982 à Lyon, est un écrivain français, lauréat du Prix de Flore 2017, écrivant notamment sur les problématiques environnementales et les enjeux sociétaux.

## Biographie

### Enfance et formation
Pierre Ducrozet naît à Lyon en 1982 et grandit à Sainte-Foy-lès-Lyon.
Il est le fils du chanteur pour enfants Jean René et d'une professeure d'allemand,.
Il fait ses études à Sciences Po Lyon puis réalise un tour du monde une fois diplômé.

### Carrière
En 2010 sort Requiem pour Lola rouge qui obtient le prix de la Vocation 2011. 
En 2015, il est finaliste du prix de Flore avec Eroica, sa fiction biographique sur l'œuvre et la vie du peintre Jean-Michel Basquiat,,.  
En 2017, il remporte cette fois-ci le prix de Flore et est finaliste du prix du roman d'écologie pour son roman, L'Invention des corps, sur le transhumanisme,,. La même année, dans le cadre du festival Concordan(s)e qui fait rencontrer chorégraphes et écrivains, il crée un spectacle avec la danseuse et chorégraphe Maud Le Pladec.  
Il écrit parallèlement des articles dans des journaux, comme dans le journal Le Monde en tant qu'envoyé spécial en Espagne, ou bien Heidi.news ainsi que Libération sur des thématiques environnementales notamment,,,,. 
En 2020, il est résident de la manifestation Agir pour le vivant, initiée par Françoise Nyssen, Jean-Paul Capitani et Anne-Sylvie Bameule, après avoir publié son cinquième roman, Le grand vertige, un thriller sur fond de crise écologique. Le livre obtient le Prix Mottart 2021 de l'Académie française. Il publie également Partir léger, un an de chroniques dans Libération, chez Actes Sud, compilant ses articles publiés dans le journal Libération. 
Il écrit également des livres pour enfants, portant notamment sur les défis écologiques, comme en 2020 des portraits de jeunes engagés pour la planète dans Ces jeunes qui changent le monde, co-écrit avec Julieta Canepaen, et en 2021 Je suis au monde, corédigé avec Julieta Canepa et illustré par Stéphane Kieh, chez Actes Sud Junior, qui remporte le Prix Amerigo Vespucci Jeunesse 2021,.
En 2022, il est finaliste du Prix Grand Continent pour Variations de Paul, une fresque familiale autour de la musique,,. 

### Vie privée
Après avoir habité à Berlin et Paris, il emménage dans la ville de Barcelone, à laquelle il consacre un ouvrage en 2018, Barcelone, histoire, promenades, anthologie et dictionnaire, publié aux éditions Robert Laffont et lauréat du prix Méditerranée dans la catégorie Essai,. Mais il est souvent en voyage.

## Œuvres

### Requiem pour Lola rouge
Roman de la fuite et de la contestation des prisons qu'on appelle vies, Requiem pour Lola rouge conte l'échappée d'un personnage, P., entre le rêve et la réalité. Lola, brune, cheveux courts, surgit dans l'un de ses songes, puis dans une rue de Lisbonne. Elle entraîne P. dans une série de voyages s'ouvrant sur un troisième espace, entre l'onirisme et la matière, qui est peut-être celui de la littérature. « Avec ce récit d'une longue dérive entrecoupée de beaux élans lyriques, Pierre Ducrozet (28 ans) signe une œuvre étrange, un roman poétique et ironique à la fois. Cet homme étouffe, il le crie. Les couleurs claquent. L'ombre de Rimbaud plane au-dessus de lui » écrit la journaliste du Point.
Le roman a figuré sur la première liste du Prix de Flore 2010, et a également été sélectionné par la Fnac comme l’un des 30 romans de la rentrée littéraire 2010.
Il a remporté le prix de la Vocation 2011.

### La vie qu’on voulait
Pierre Ducrozet raconte dans ce roman le coup de sang d'une jeunesse européenne, éparpillée entre Berlin, Paris, Londres et Barcelone. Manel, Quentin, Lou, Éva et Théo espéraient une vie aventureuse. Ils ont fouillé la nuit, la route, la musique. À trente ans, ils essaient de recoller les morceaux de leurs rêves et de se réconcilier avec le monde. Au-delà de la chronique d'une génération, l'auteur revisite le roman de voyage et d'apprentissage, essayant de faire se rejoindre l'éclatement formel et celui des vies contemporaines.

### L'Invention des corps
A travers l'histoire d'un professeur ayant miraculeusement survécu à un massacre d'étudiants mexicains en 2014, le roman L'Invention des corps tresse des liens entre les hackers d’Anonymous et les transhumanistes de la Silicon Valley, la violence du monde et son envers aseptisé, les cellules souches et Hiroshima, Google et le LSD, la peau et l’infini,,. 
Avec ce quatrième roman, Pierre Ducrozet décroche le Prix de Flore 2017, exæquo avec Johann Zarca.

### Le Grand Vertige
Avec Le Grand Vertige, Pierre Ducrozet décrit la tentative d'un pionnier de l'écologie de désactiver les ressorts politiques et économiques qui sous-tendent la sixième extinction de masse et le dérèglement climatique,. Il bénéficie d'une aide du CNL pour sa rédaction. « On ne sait pas comment se lier au monde sans le détruire. C’est la grande affaire du siècle. Comment se réapproprier cet espace qui est le nôtre et qu’on ne cesse de malmener ? (…) On est toujours dans cette contradiction. Je ne veux pas renoncer au monde, je veux le voir, mais j’aimerais trouver une manière de l’aborder sans le détruire. » commente l'auteur . Le livre obtient le Prix Mottart 2021 de l'Académie française.

### Autoportrait sans moi
Récit autobiographique centré sur les étés vécus par l'auteur depuis sa petite enfance, sélection du prix Renaudot 2024 (catégorie essais).